# (36535) 2000 QS88
2000 QS88 (asteroide 36535) é um asteroide da cintura principal. Possui uma excentricidade de 0.14748090 e uma inclinação de 3.73173º.
Este asteroide foi descoberto no dia 25 de agosto de 2000 por LINEAR em Socorro.